# Городской музей Кобе
Городской музей Кобе (яп. 神戸市立博物館) — муниципальный историко-художественный музей, расположенный в г. Кобе. Был основан в 1982 году в результате слияния Археологического музея Кобе с художественным музеем «Намбан».

## Общие сведения
Основная тема постоянной экспозиции — международное и межкультурное общение. В коллекции музея около пятидесяти тысяч произведений: археологические материалы, исторические карты (в том числе включенные в список национального культурного достояния), известные произведения искусства, изображения Франциска Ксаверия, Оды Нобунаги и Тоётоми Хидэёси, а также произведения Канаямы Хэйдзо и Коисо Рёхэя — художников, живших и работавших в Кобе.

## Здание музея
Неоклассическое здание музея, построенное в начале периода Сёва (в 1935 году) — последняя работа архитектора Сакураи Котаро, который спроектировал здание бывшего главного филиала банка Мицубиси и старое здание Мару-биру.
Первоначально в здании располагался филиал банка Йокогама-Масаканэ в Кобе, а после второй мировой войны оно использовалось местным филиалом токийского банка. После того, как филиал токийского банка переехал на территорию бывшего полицейского управления, здание перешло в муниципальное владение. Для того, чтобы оно могло использоваться в качестве городского музея, в 1982 году была проведена масштабная реконструкция. На сегодня здание внесено в список государственных материальных культурных ценностей. Оно ежедневно подсвечивается с захода солнца и до десяти часов вечера.

## Реконструкция
Музей был закрыт на реконструкцию с февраля 2018 по ноябрь 2019 года, после чего возобновил работу.